# Buried
Pour plus de détails, voir Fiche technique et Distribution.
Buried, ou Enterré au Québec, est un thriller espagnol écrit par Chris Sparling et réalisé par Rodrigo Cortés, sorti en 2010. Le film met en scène Ryan Reynolds dans le rôle de Paul Conroy, un chauffeur de camion américain basé en Irak, qui se réveille enterré vivant dans une caisse en bois.

## Synopsis
Paul Conroy, chauffeur de camion américain basé en Irak travaillant pour le compte de CRT, une société privée, se réveille enterré vivant dans un cercueil en bois, avec seulement une lampe, un couteau, deux tubes phosphorescents, un briquet et un téléphone à moitié rechargé en sa possession et un mot des terroristes qui l’ont enfermé.

## Fiche technique
- Titre original et français : Buried
- Titre québécois : Enterré
- Réalisation : Rodrigo Cortés
- Scénario : Chris Sparling
- Direction artistique : Gabriel Paré et Maria de la Camara
- Photographie : Eduard Grau
- Costumes : Elisa De Andres
- Son : James Muñoz
- Montage : Rodrigo Cortés
- Musique : Víctor Reyes
- Production : Adrián Guerra et Peter Safran ; Ken Hirsh (coproduction)
  - Production associée : Tom Drumm, Miguel Nadal et Víctor Reyes
  - Production exécutive : Rodrigo Cortés et Alejandro Miranda
- Sociétés de production : Versus Entertainment ; The Safran Company et Dark Trick Films (associée) ; Kinology, Studio 37, Eurimages et Icon Film Distribution (accompagnée)
- Sociétés de distribution : Belga Films (Belgique), Maple Pictures (Canada), Warner Bros. (Espagne), Rezo Films (France), Ascot Elite Entertainment Group (Suisse)
- Budget : 3 millions de dollars
- Pays de production :  Espagne
- Langue originale : anglais
- Format : couleur — 2,35:1 — 35 mm — son Dolby SRD
- Genre : thriller, drame
- Durée : 95 minutes
- Dates de sortie :
  - Espagne : 1er octobre 2010
  - Canada : 8 octobre 2010
  - France : 3 novembre 2010
- Classification :
  - France : tous publics lors de sa sortie en salles et déconseillé aux moins de 10 ans à la télévision.

Source : IMDb

## Distribution
- Ryan Reynolds (V. F. : Adrien Antoine ; V. Q. : Alexis Lefebvre) : Paul Conroy
- Stephen Tobolowsky (V. F. : Jean-Luc Kayser ; V. Q. : Thiéry Dubé) : Alan Davenporty (voix)
- Robert Paterson (V. F. : Lionel Tua ; V. Q. : Denis Mercier) : Dan Brenner (voix)
- Anne Lockhart (V. F. : Pascale Jacquemot) : opérateur 911 / CRT (voix)
- Samantha Mathis (V. F. : Marie-Eugénie Maréchal ; V. Q. : Mélanie Laberge) : Linda Conroy (voix)
- Erik Palladino (V. F. Jérôme Wiggins ; V. Q. : Philippe Cousineau) : Agent spécial Harris
- Ivana Miño (V. F. : Ethel Houbiers ; V. Q. : Sophie Martin) : Pamela Lutti
- José Luis García Pérez (V. F. : Asil Raïs ; V. Q. : Manuel Tadros) : Jabir  (voix)
- Warner Loughlin (V. F. : Brigitte Virtudes) : Donna Mitchell / Maryanne Conroy (voix)
- Heath Centazzo : un soldat (voix)
- Joe Guarneri : un soldat (voix)

Sources et légendes : Version française (V. F.) sur AlloDoublage ; Version québécoise (V. Q.) sur Doublage.qc.ca et selon le carton de doublage.

## Production

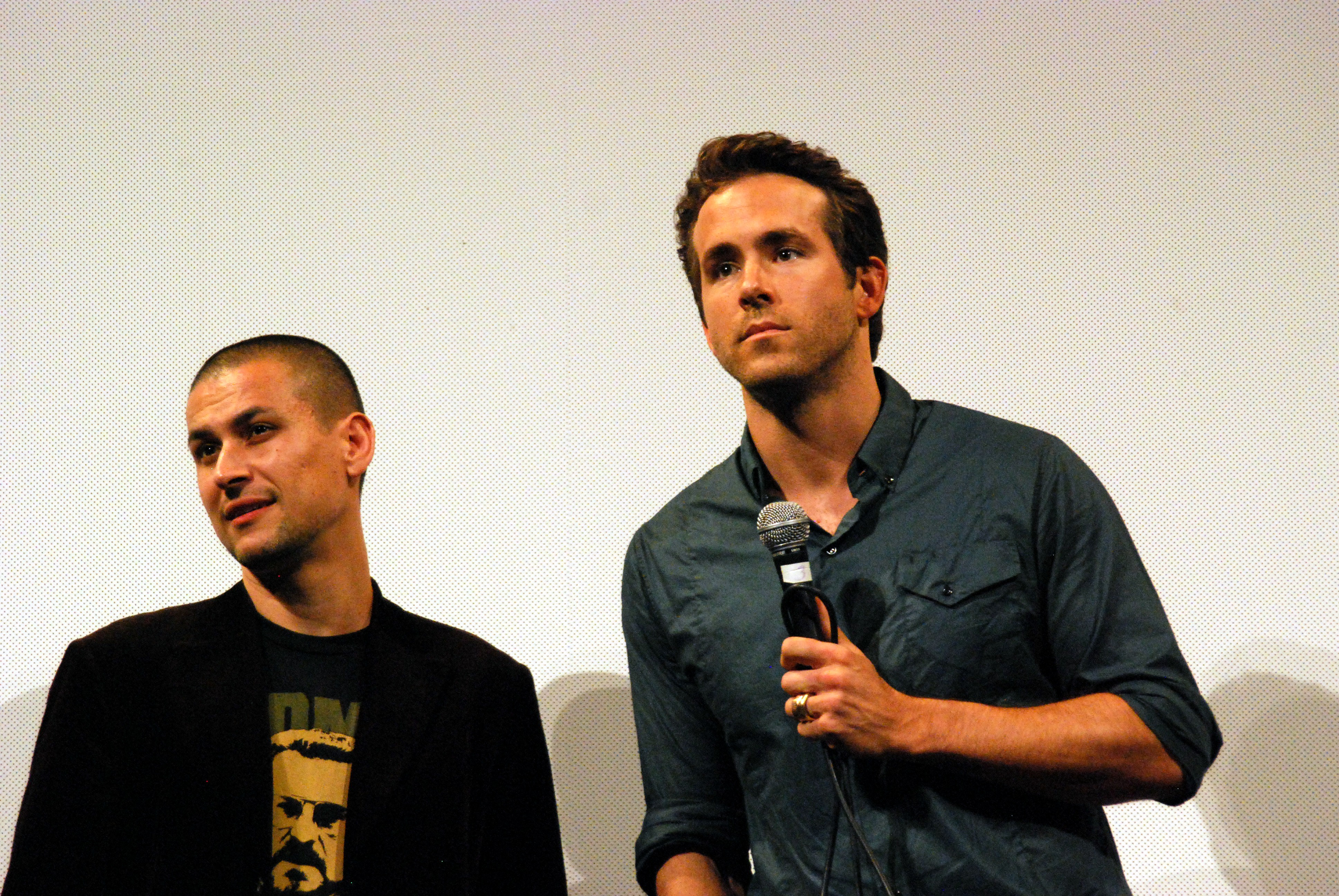
Le réalisateur Rodrigo Cortés et l'acteur Ryan Reynolds à une avant-première.

### Développement
Hollywood reçoit un scénario de Chris Sparling, commence à avoir un doute et le refuse financièrement en raison de quatre-vingt-dix minutes de contrainte accompagnées d'un Américain enfermé vivant dans un cercueil qui peut causer une véritable claustrophobie auprès des spectateurs. Un producteur trouve, en Espagne, un de ses partenaires qui le confie à un réalisateur Rodrigo Cortés, connu dans son pays.

#### Le huis clos
Buried reprend la veine du huis clos, telle que l'avait défini Alfred Hitchcock dans son film Lifeboat (1944) : peu de personnages, un unique lieu d'action, autant d'éléments qui favorisent la montée de la tension psychologique. Prisonniers dans un espace étroitement circonscrit, les personnages ne peuvent échapper à la confrontation avec leurs propres angoisses. Hitchcock avait l'habitude de dire qu'il aimerait faire un film qui se passerait uniquement à l'intérieur d'une cabine téléphonique. Avec Buried, Rodrigo Cortés fait encore mieux : quatre-vingt-dix minutes durant, la caméra ne quitte pas le cercueil où est enfermé Paul Conroy.

### Tournage
Le tournage n'a duré que dix-sept jours dans un studio à Barcelone en Espagne.

## Distinctions

### Festivals
Le film a été présenté au Festival du cinéma américain de Deauville 2010 (Prix de la critique internationale), à L'Étrange Festival de Paris (Prix nouveau genre), et au Festival européen du film fantastique de Strasbourg, où il remporte le Méliès d'argent, qui lui permettra de remporter le Méliès d'or au Festival international du film de Catalogne.

## Analyse

### Erreurs et incohérences
Sur les réseaux sociaux et les sites spécialisés, les internautes se sont amusés à relever nombre d’invraisemblances et d'incohérences. Parmi les plus flagrantes :
- Les inscriptions du téléphone sont tantôt en anglais, tantôt en arabe.
- La présence du serpent est illogique car il ne circule jamais sous terre, même à faible profondeur. On pourrait imaginer qu'il soit passé dans un passage aéré, mais à ce moment-là, s'il y a de l'air, Paul ne devrait pas étouffer.
- Paul allume son briquet pour regarder un écran rétroéclairé, ce qui n'a pas de sens. De plus, la combustion du briquet gaspille l'oxygène restant.
- Quand Paul inspecte les planches du cercueil, il ne voit pas le trou par lequel le serpent se faufile.
- La barre fluorescente devrait briller à travers le sac à dos.